# 阿马尔·贝尼赫利夫
阿马尔·贝尼赫利夫（阿拉伯语：‎，1982年1月11日—）是一名阿尔及利亚男子柔道运动员。他曾参加2004年和2008年两届奥运，其中在2008年北京奥运中收获男子90公斤级铜牌，成为首位获得奥运柔道奖牌的阿尔及利亚男选手。